# 诺曼·德洛乔伊奥
诺曼·德洛乔伊奥（英語：Norman Dello Joio，1913年1月24日—2008年7月24日），意大利裔美国作曲家。生于纽约一个意大利移民家庭，原名Nicodemo DeGioio，其父是管风琴家、钢琴家，并与许多歌剧明星来往密切。德洛乔伊奥14岁便在教堂任管风琴手和合唱指挥，后进入茱莉亚音乐学院学习，1941年起又师从欣德米特。他的作品风格较为通俗易懂，尤其擅长歌剧、舞剧一类舞台音乐。他对自己的歌剧《圣女贞德的胜利》做过多次改写和改编。此外著名作品还有管弦乐曲《向海顿致敬》《空中力量组曲》（根据同名科教电视节目配乐改编）等。1957年获普利策奖。2008年在纽约逝世。